# Estándar (metrología)

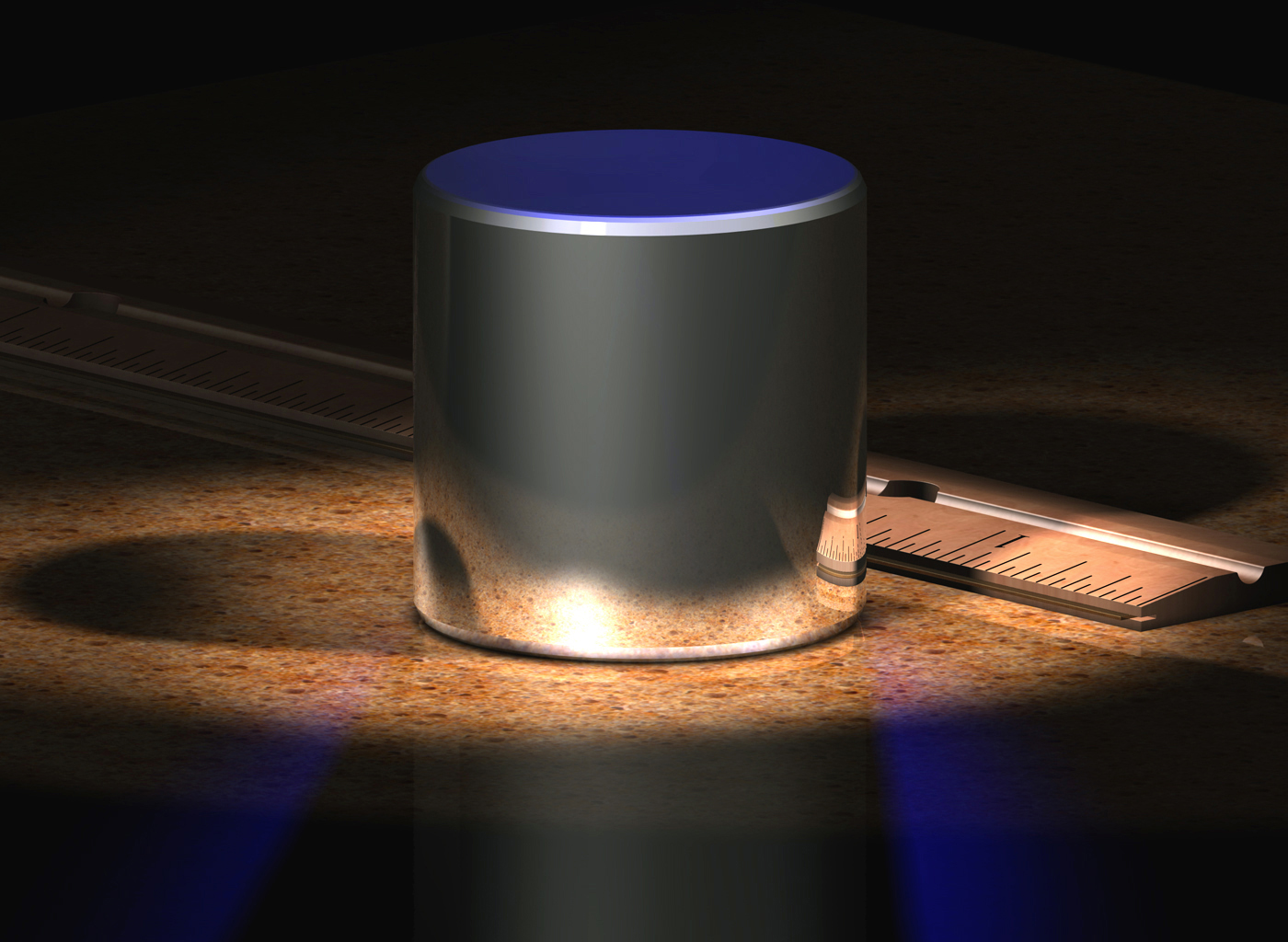
El Kilogramo de prototipo internacional (IPK) es un estándar o prototipo de artefacto que se define como una masa de exactamente un kilogramo.

En metrología (la ciencia de la medición), un estándar (o etalon) es un objeto, sistema o experimento que tiene una relación definida con una unidad de medida de una cantidad física. Las normas son la referencia fundamental para un sistema de pesos y medidas, con el que se comparan todos los otros dispositivos de medición. Los estándares históricos de longitud, volumen y masa fueron definidos por muchas autoridades diferentes, lo que resultó en confusión e inexactitud de las mediciones. Las mediciones modernas se definen en relación con los objetos de referencia estandarizados internacionalmente, que se utilizan en condiciones de laboratorio cuidadosamente controladas para definir las unidades de longitud, masa, potencial eléctrico y otras cantidades físicas.

## Jerarquía de estándares

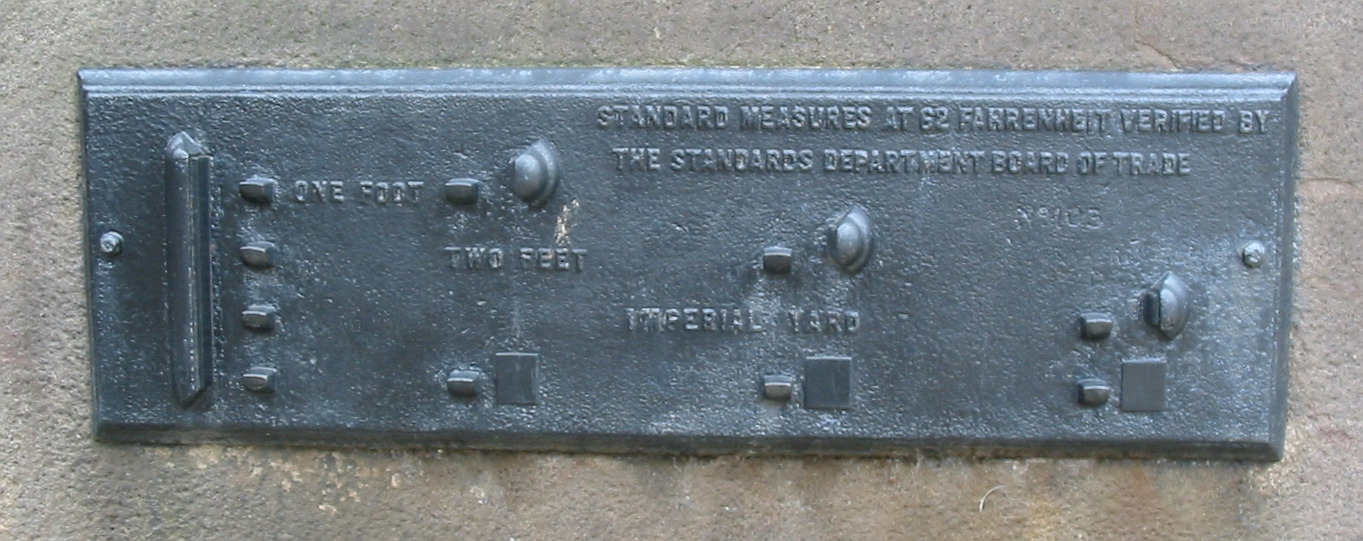
Las unidades estándar de longitud se incrustarían en las piedras angulares de las iglesias o edificios públicos importantes, de modo que todas las personas que comercian en un área puedan ponerse de acuerdo sobre las unidades.

Hay una jerarquía de tres niveles de estándares de medición física. En la parte superior del árbol están los estándares maestros, que se conocen como estándares primarios. Los estándares primarios se hacen con la más alta calidad metrológica y son la definición o realización definitiva de su unidad de medida. Históricamente, las unidades de medida se definían generalmente con referencia a artefactos únicos que constituían la base legal de las unidades de medida. Una tendencia continua en metrología es eliminar la mayor cantidad posible de estándares de artefactos y, en cambio, definir unidades prácticas de medida en términos de constantes físicas fundamentales, como lo demuestra la técnica estandarizada. Una ventaja de la eliminación de los estándares de artefactos es que ya no se requiere la comparación entre artefactos. Otra ventaja sería que la pérdida o el daño de las normas de artefactos no interrumpiría el sistema de medidas.
El siguiente estándar de calidad en la jerarquía se conoce como un estándar secundario. Los estándares secundarios se calibran con referencia a un estándar primario.
El tercer nivel de norma, una norma que se calibra periódicamente con respecto a una norma secundaria, se conoce como norma de trabajo. Los estándares de trabajo se utilizan para la calibración de equipos de medición comerciales e industriales. 

## Estándares de referencia primarios

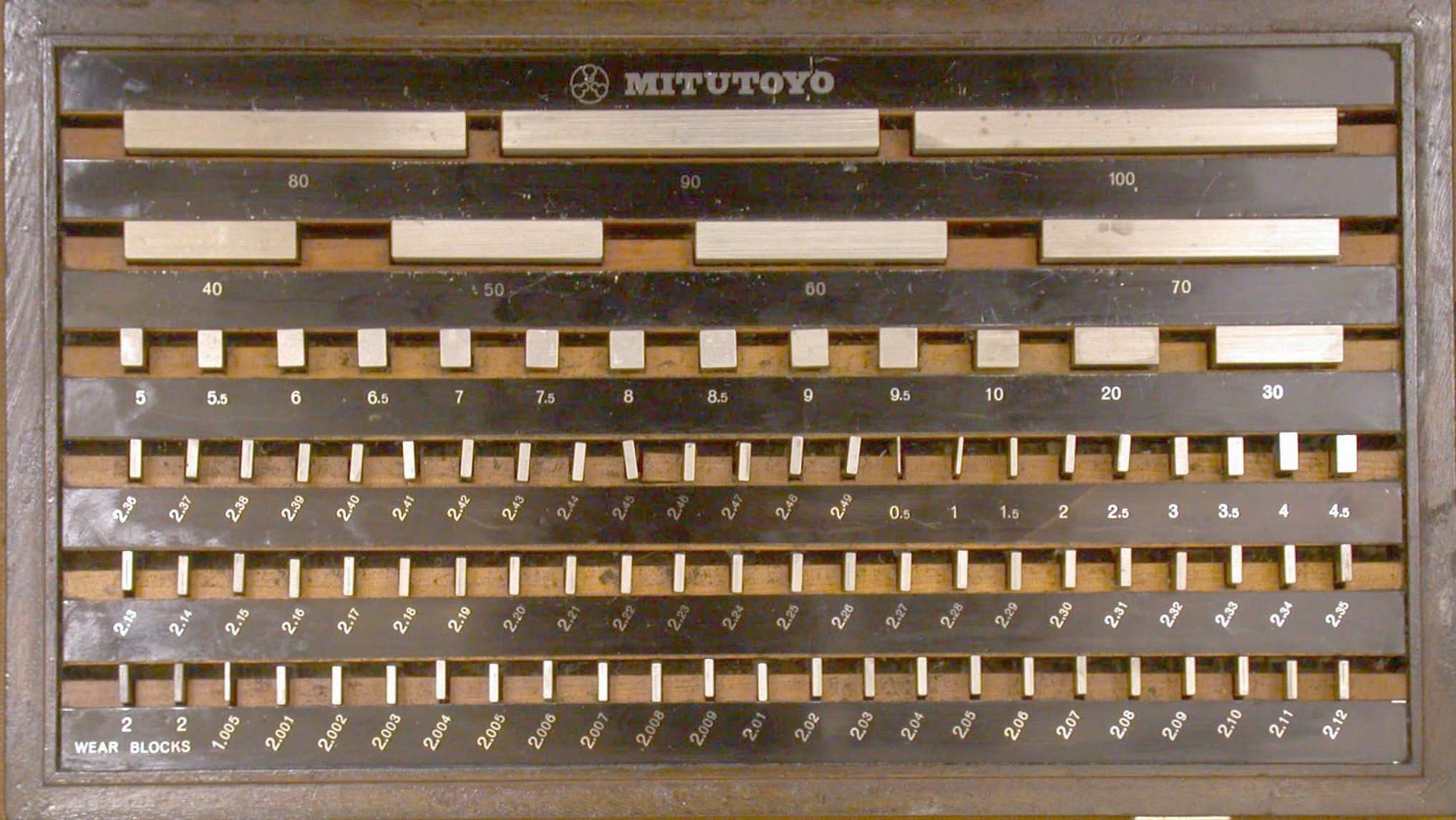
Un conjunto de bloques de calibre se utiliza como un estándar de trabajo para verificar la calibración de las herramientas de medición, como los micrómetros.

Un ejemplo de una norma primaria es el kilogramo prototipo internacional (IPK), que es el kilogramo maestro y la norma de masa primaria para el Sistema Internacional de Unidades (SI). El IPK es una masa de un kilogramo de una aleación de platino-iridio mantenida por la Oficina Internacional de Pesos y Medidas (BIPM) en Sèvres, Francia. 
Otro ejemplo es la unidad de potencial eléctrico, el voltio . Anteriormente, se definía en términos de baterías electroquímicas de celda estándar, que limitaban la estabilidad y precisión de la definición. Actualmente, el voltio se define en términos de la salida de una unión Josephson, que guarda una relación directa con las constantes físicas fundamentales. 
En contraste, el estándar de referencia para el medidor ya no está definido por un objeto físico (como el antiguo medidor de prototipo internacional (IPM) o originalmente el mètre des Archives). En 1983, el medidor estándar se redefinió como la distancia se desplaza la luz en el vacío durante 1/299 792 458 de segundo.

## Estándares de referencia secundarios
Los estándares de referencia secundarios son aproximaciones muy cercanas de los estándares de referencia primarios. Por ejemplo, los principales laboratorios nacionales de medición, como el Instituto Nacional de Estándares y Tecnología (NIST) de EE. UU., Mantendrán varios kilogramos "estándar nacional", que se calibran periódicamente contra el IPK y entre sí.

## Normas de trabajo
Un taller de máquinas tendrá estándares físicos de trabajo (bloques de medida, por ejemplo) que se utilizan para verificar sus instrumentos de medición. Los estándares de trabajo y los materiales de referencia certificados utilizados en el comercio y la industria tienen una relación rastreable con los estándares secundarios y primarios. 
Se espera que las normas de trabajo se deterioren, y ya no se consideren trazables a una norma nacional después de que expire un período de tiempo o el recuento de uso.

## Normas de laboratorio
Las organizaciones nacionales proporcionan a los laboratorios industriales de calibración y privados artículos, procesos y/o certificación para que puedan proporcionar una trazabilidad certificada a los estándares nacionales. (En los Estados Unidos, NIST opera el programa NVLAP.) Estas normas de laboratorio se mantienen en condiciones controladas para mantener su precisión y se utilizan como referencia para la calibración y la creación de normas de trabajo. A veces se les llama (incorrectamente) "estándares secundarios" debido a su alta calidad y aptitud de referencia. 